# Uwe Woitzig

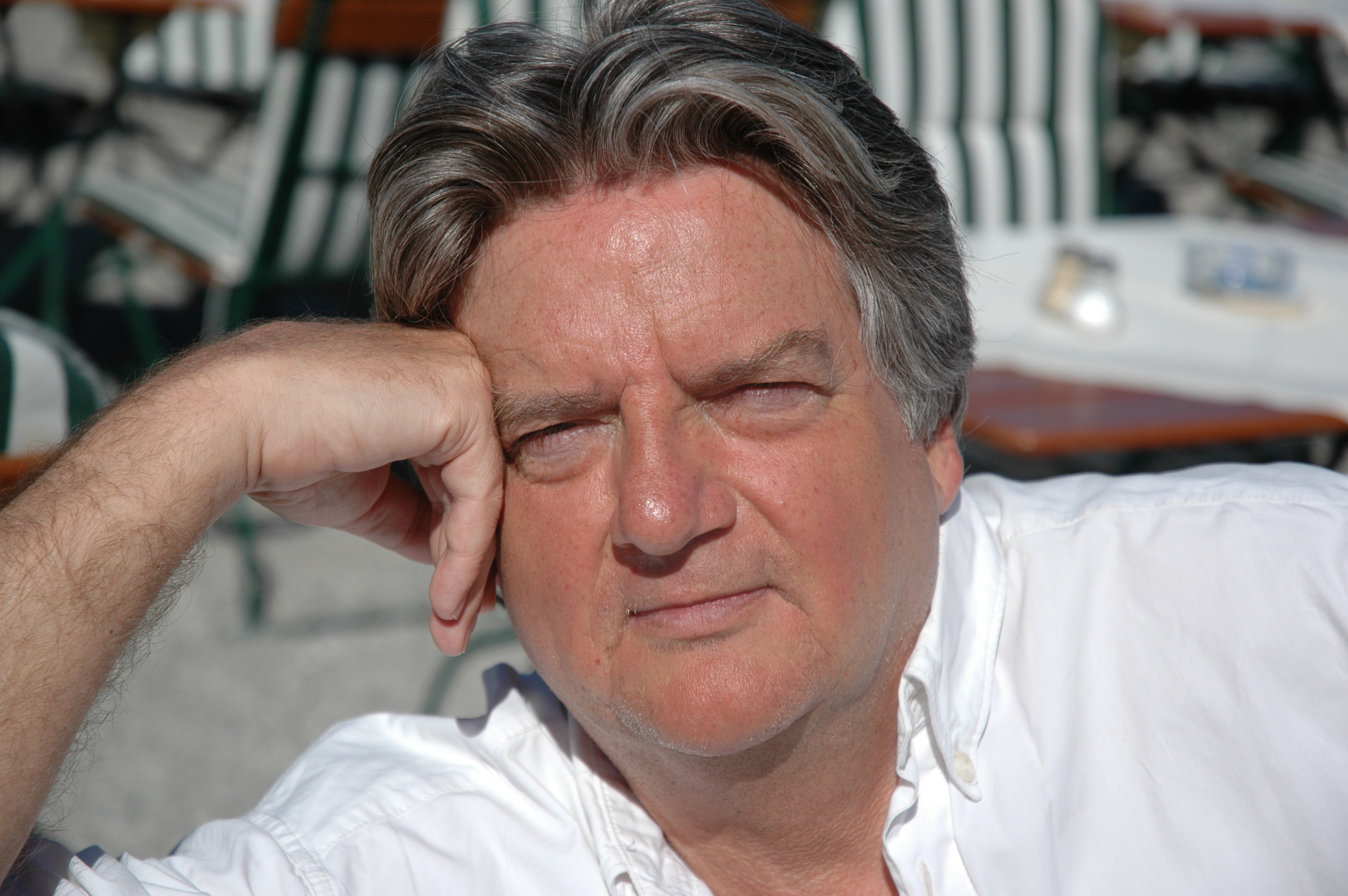
Uwe Woitzig, 2007

Uwe Woitzig (* 20. Dezember 1951 in Hattingen) ist ein deutscher Autor.

## Leben
1969 legte Woitzig am Gymnasium Waldstraße in Hattingen seine Abiturprüfung ab. Er studierte Jura und Philosophie an der Ruhr-Universität Bochum und der Ludwig-Maximilians-Universität München.
Von 1978 bis 1987 war er geschäftsführender Gesellschafter eines Brokerhauses mit Sitz in München. Von 1983 bis 1987 war er Mehrheitsgesellschafter der Bankhaus Sinzinger KG in Ingolstadt, von 1985 bis 1987 Gründungsgesellschafter des bayerischen Privatfernsehsenders TV Weiß-Blau.
1988 wurde er wegen Betrugs in Höhe von mehreren hundert Millionen zu einer Gefängnisstrafe von fünf Jahren verurteilt, von der Haftzeit wurde ihm die Hälfte auf Bewährung erlassen.
Bis 2010 war Woitzig als Unternehmensberater im Bereich Corporate Finance tätig. Seit 2010 arbeitet er als freier Autor und Referent.
2013 erhielt er für seinen historischen Roman „Love and Glory – Liebe und Ruhm“ den Otto Mainzer Preis.

## Werke
- Hofgang im Handstand: Mein Weg in die Freiheit. Integral-Lotos-Ansata, Random House, 2011, ISBN 978-3-7787-9224-7
- Love and Glory – Liebe und Ruhm. Legolas Publishing, 2012 (E-Book)
  - Taschenbuchausgabe: Franzius Verlag, 2015, ISBN 978-3-945509-34-0
- Limit up – Sieben Jahre schwerelos: Mein Leben über dem Nebel, CreateSpace, 2012, ISBN 978-1-4793-1074-6
- Die Schatten des Glücks. Franzius Verlag, 2015, ISBN 978-3-945509-33-3
- Die verschwundene Welt des James Barkley Franzius Verlag, 2016, ISBN 978-3-945509-37-1
- Ulli im Glück – Die phantastische(n) Geschichte(n) des talentierten Mr. Ulli Lommel, 2014, CreateSpace, ISBN 978-1-5007-5059-6
- Der See des Teufels – Eine apokalyptische Vision, CreateSpace, 2014, ISBN 978-1-5052-9578-8